# دومباي
فرانتز فون دمباي (بالألمانية: Franz von Dombay)‏ Franz von Dombay (1169 - 1225 هـ / 1756 - 1810 م) هو مستشرق نمسوي.
كان يتقن اللهجة العربية في المغرب. صنف بالألمانية «فلسفة العرب والفرس والترك» و «اللهجة العربية المغربية» ونشر بالعربية «الأنيس المطرب بروض القرطاس في أخبار ملوك المغرب وتاريخ مدينة فاس» لابن أبي زرع.